# Виланова (Пезаро и Урбино)
Виланова (итал. Villanova) је насеље у Италији у округу Пезаро и Урбино, региону Марке.
Према процени из 2011. у насељу је живело 1521 становника. Насеље се налази на надморској висини од 73 м.